# Glavani
Glavani is een plaats in de gemeente Barban in de Kroatische provincie Istrië. De plaats telt 87 inwoners (2001).